# Jüdischer Friedhof (Goniądz)

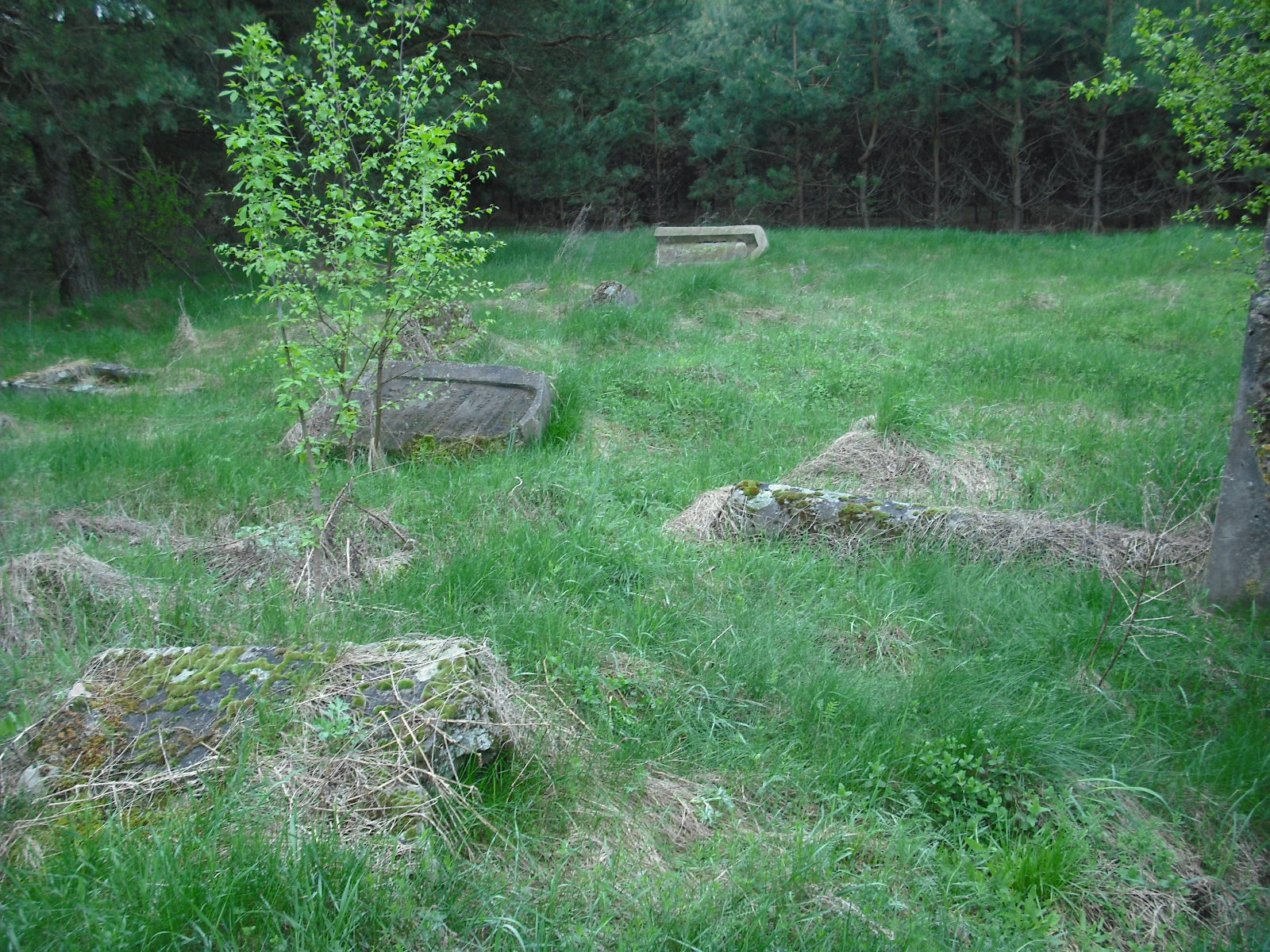
Jüdischer Friedhof in Goniądz

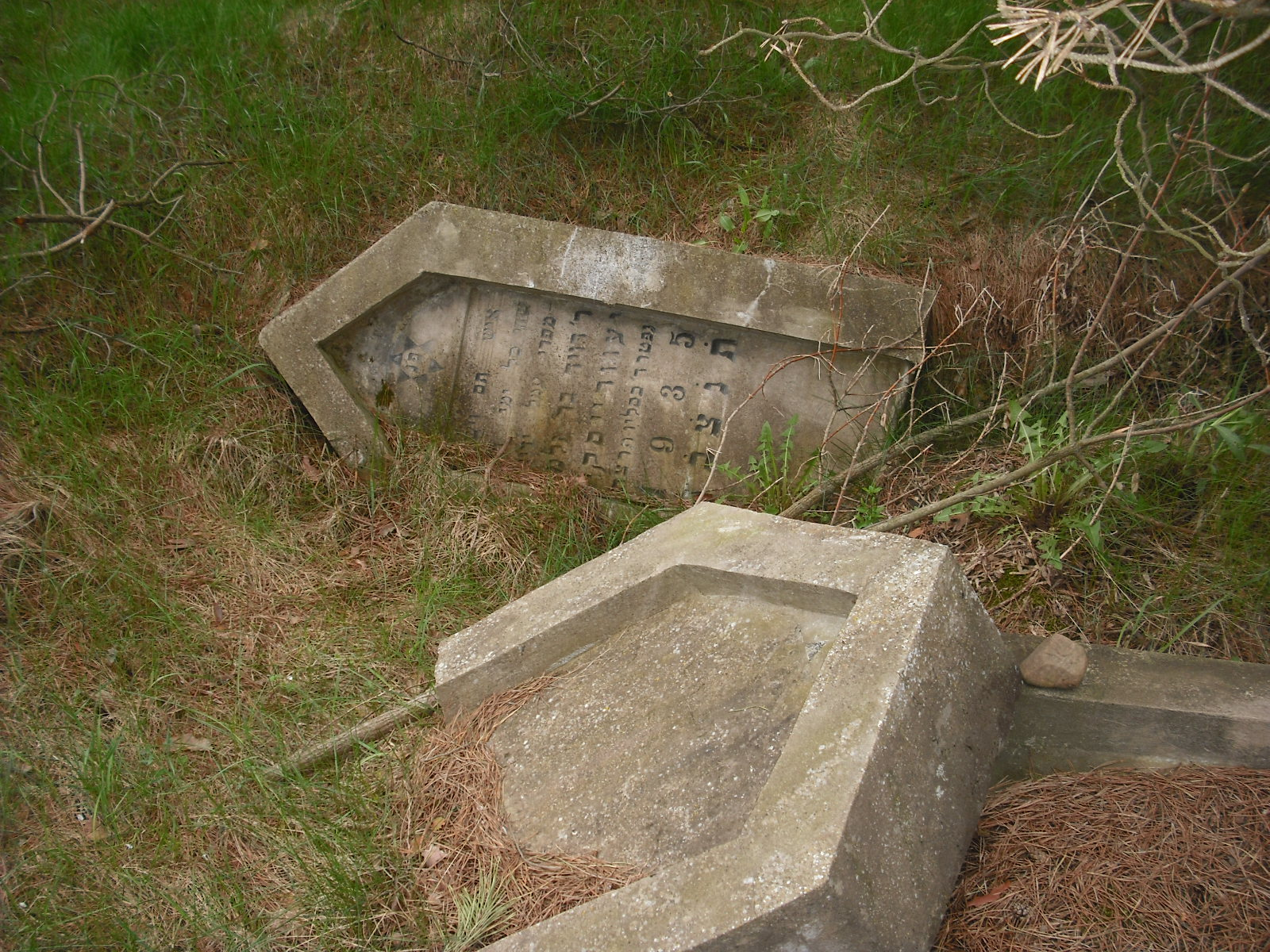
Grabsteine

Der Jüdische Friedhof Goniądz ist ein jüdischer Friedhof in der polnischen Stadt Goniądz (deutsch Gonionds) in der Woiwodschaft Podlachien.
Der Friedhof befindet sich an der Straße von Goniądz nach Downary, etwa 500 Meter südlich des katholischen Friedhofes. Während der deutschen Besetzung Polens wurde er zerstört. Auf einer Fläche von 1,6 ha befinden sich noch 20 Grabsteine.

## Geschichte
Der erste Quellenhinweis auf den Friedhof stammt aus dem Inventar der Kirche von Goniądz aus dem Jahre 1782. In den ersten Tagen des Deutsch-Sowjetischen Krieges wurden laut Nachkriegszeugnissen an zwei Tagen im Juli 1941 59 Juden und 3 Polen, die der Kollaboration mit den Kommunisten verdächtigt wurden, getötet. Der Historiker Andrzej Żbikowski zitiert dazu in seinem Werk „Pogrome und Morde an der jüdischen Bevölkerung in Łomża und Białystok im Sommer 1941 im Lichte von Berichten jüdischer Überlebender und Gerichtsdokumenten“ Zeugenaussagen von damaligen Beteiligten.